# 德源当
德源当，位于中国浙江省湖州市德清县新市镇陈家潭10号，是一座清代大宅院，原为南浔刘氏的当铺，封火墙高达8米。2010年4月14日公布为第三批德清县文物保护单位。